# Karl von Watzdorf
Karl Friedrich Ludwig von Watzdorf (* 1. September 1759 in Kauschwitz; † 16. Mai 1840 in Dresden) war sächsischer Generalleutnant, Generaladjutant und Minister des königlichen Hauses.

## Herkunft
Karl von Watzdorf stammte aus dem thüringischen Uradelsgeschlecht derer von Watzdorf, speziell aus dem Haus Kauschwitz. Seine Eltern waren der Oberhofrichter Adam Friedrich von Watzdorf (1718–1781) und dessen Ehefrau Henriette Philippine Charlotte von Pöllnitz, verwitwete von Ponickau (1733–1784).

## Leben
Watzdorf trat am 15. April 1777 in Dresden als Souslieutenant bei der Garde du Corps in sächsische Dienste, wurde am 5. Januar 1780 Premierlieutenant und am 9. Januar 1785 Rittmeister. Als solcher wurde er 1786 auch Kreis- und Marschkommissar des Vogtländischen Kreises und Kammerjunker. Am 6. Juli 1788 erfolgte seine Ernennung zum Major, am 19. Dezember 1792 zum Wirklichen Geheimen Kriegsrat und am 19. Dezember 1801 zum Kammerherrn. Während des Vierten Koalitionskrieges nahm er in Thüringen am Feldzug gegen Napoleon teil. Nach der Niederlage Preußens schloss sich Sachsen Napoleon an. So kämpfte Watzdorf im Fünften Koalitionskrieg auf französischer Seite als Generalintendant der sächsischen Truppen gegen Österreich.
1810 wurde die sächsische Armee reorganisiert. Am 15. April 1810 wurde Watzdorf zum Oberstlieutenant befördert, einen Tag später erhielt er den Titel eines Inspecteur général aux revues. Bereits am 26. August 1810 wurde er zum Oberst befördert. Im gleichen Jahr holte ihn der sächsische Außenminister Ludwig Senfft von Pilsach in sein Ressort. Senfft machte Watzdorf im Juli zum außerordentlichen Gesandten und bevollmächtigten Ministers am russischen Hof. Dort konnte er durch sein persönliches und dienstliches Verhalten das Wohlwollen des Zaren Alexander sowie allgemeine Achtung erwerben. Von September 1810 bis Ende April 1812 hielt er sich in St. Petersburg auf. In dieser Zeit wurde er am 25. April 1811 zum Generalmajor und am 5. November 1811 zum Generallieutenant und Generaladjutanten ernannt. Danach verließ er St. Petersburg für einen geplanten Urlaub; deshalb weilte er nicht dort, als im Juni 1812 der Krieg zwischen Frankreich und Russland ausbrach. Von 1811 bis 1814 war er der Besitzer der Herrschaft Emmerberg in Niederösterreich.
Watzdorf war bekannt für seine rasche Auffassungs- und scharfe Beobachtungsgabe, ebenso für sein gutes Gedächtnis. Napoleon ließ sich von ihm in Dresden über die russischen Verhältnisse, besonders die Streitkräfte, informieren. Watzdorf wies den Kaiser freimütig auf die großen Schwierigkeiten eines Feldzuges hin, Napoleon glaubte ihm aber nicht. Im Juli 1812 erhielt Watzdorf den Auftrag, die sächsischen Interessen im Hauptquartier der Großen Armee zu vertreten. Er musste jedoch, wie die Vertreter der übrigen Fürsten, von Ende Juli bis Anfang Dezember in Wilna zurückbleiben. Dort hatte auch der französische Minister des Auswärtigen Hugues-Bernard Maret sein Quartier. Watzdorf erkannte die Probleme der Verpflegungs- und Sanitätseinrichtungen der Grande Armee und mahnte schon im September (vor der Schlacht bei Borodino) Verhandlungen mit dem Zaren an. Im Dezember kehrte er nach Dresden zurück und wurde im Januar 1813 Gesandter am Wiener Hof.
In Wien verhandelte er mit Unterstützung von Senfft mit Metternich, um Sachsen wieder an Österreich und damit an Preußen und Russland heranzuführen. Am 20. April 1813 kam es sogar zu einem geheimen Übereinkommen, das aber vom sächsischen König nach Napoleons Sieg bei Großgörschen nicht ratifiziert wurde. Im September 1813 verließ er Wien, auf Grund des Krieges zwischen Österreich und Frankreich kehrte er über Regensburg und Weimar nach Dresden zurück, das er Anfang Oktober erreichte. Die Alliierten besiegten am 19. Oktober Napoleon in der Völkerschlacht bei Leipzig und nahmen den sächsischen König Friedrich August I. gefangen. Dieser wurde in Berlin interniert und schickte Watzdorf, um mit den Alliierten zu verhandeln. Watzdorf traf die Monarchen im November und Dezember in Frankfurt am Main. Er wurde freundlich aufgenommen, erhielt von Zar Alexander auch das Angebot, in russische Dienste zu treten, konnte aber in Bezug auf eine Rückkehr des Königs und eine Aufnahme Sachsens in das Bündnis nichts erreichen. Nach der Eroberung von Paris wurde Watzdorf im Juni 1814 mit einem Gratulationsschreiben erneut zu Verhandlungen geschickt. Aber der neuernannte französische König Ludwig XVIII. konnte nur sein Bedauern äußern und auf den geplanten Wiener Kongress verweisen. Zar Alexander und Friedrich Wilhelm III. waren bereits nach London abgereist und Watzdorf folgte ihnen. Aber er konnte auch in London nichts erreichen. Auf der Rückreise nach Berlin traf er sich in Frankfurt mit dem preußischen Minister Freiherrn vom Stein. Von ihm konnte er eine finanzielle Unterstützung für den König erwirken. Im November 1814 wurde Watzdorf zur Regelung privater Angelegenheiten des Königs und Besorgung geheimer politischer Aufträge entsandt.
Im April 1815 schickte ihn der König von Prag nach Pressburg, wo er die Prinzen Friedrich August und Clemens treffen sollte, die dann im österreichischen Hauptquartier am Feldzug gegen Napoleon teilnehmen sollten. Er erhielt aber die Anordnung, diese von der Teilnahme an den Hauptkämpfen in Belgien auszuschließen. Daher zogen sie in Begleitung des Erzherzogs Ferdinand von Österreich durch das Elsass, die Champagne, verweilten die meiste Zeit in Burgund (Auxerre und Dijon), besuchten im September Paris sowie auf der Heimreise die süddeutschen Höfe und trafen im Oktober in Dresden ein. Watzdorf wurde im März 1816, obwohl Protestant, Leiter der Ausbildung der Prinzen Friedrich August, Clemens und Johann, auf die er, ohne selbst höhere, wissenschaftliche Vorbildung zu besitzen, doch durch Ernst und Konsequenz guten Einfluss ausübte. Im Jahr 1819 wurde er Obersthofmeister der drei Prinzen. Im Herbst und Winter 1821/22 begleitete er die Prinzen Clemens und Johann auf ihrer Reise durch die Schweiz, Oberitalien und die Toskana, wo Clemens’ Tod der Reise ein vorzeitiges Ende setzte. In der Folge blieb er aber der Obersthofmeister von Johann.
Im August 1823 wurde er wieder im diplomatischen Dienst verwendet und zum außerordentlichen Gesandten und bevollmächtigten Minister am preußischen Hofe ernannt. Er blieb von Herbst 1823 bis Ende 1834 in Berlin. Dort führte er die Verhandlungen über den Zollanschluss Sachsens an Preußen, die am 30. März 1833 abgeschlossen wurden und mit zur Bildung des Deutschen Zollvereins führten. Nach seiner Rückkehr wurde er 1835 wieder königlicher Generaladjutant, übernahm noch den Posten eines Ministers des königlichen Hauses und wurde Mitglied des Staatsrates. Diese Ämter bekleidete er bis zu seinem Tod im Jahr 1840 in Dresden.

## Familie
Watzdorf heiratete 1786 Antonie Maria von Stöcken (* 18. August 1765; † 8. Dezember 1800). Das Paar hatte mehrere Kinder:
- Marie Frederike Auguste (* 4. Februar 1787; † 4. Januar 1842) ⚭ 1810 Karl Borromäus von Miltitz (* 9. November 1781; † 19. Januar 1845)
- Anton Jakob Carl (* 12. Mai 1788; † 18. Juni 1815 bei Waterloo), preußischer Oberstleutnant, Kommandeur des Dragonerregiments Nr. 2 ⚭ Gräfin Wolfradine Auguste Luise von der Schulenburg (* 1. Februar 1794; † 22. November 1868)
- Max Gustav (* 29. Mai 1789; † 18. Juni 1814), im Banner der freiwilligen Sachsen, Kammerjunker
- Josephine Margarethe (1790–1790)
- Luise Auguste Sophie (1792–1792)
- Marie Viktoria (1793–1794)

Nach dem Tod seiner ersten Frau heiratete er am 7. Mai 1804 Charlotte Henriette von Hopffgarten-Mülverstedt (* 28. September 1774; † 13. Mai 1864). Das Paar hatte mehrere Kinder:
- Marie Klementine (* 9. Dezember 1805; † 12. April 1826)
- Karl Hermann (* 9. März 1807; † 5. Dezember 1846), seit 1837  Freiherr ⚭ 1840 Wilhelmine von Reichenbach geschiedene von Luckner (* 31. Dezember 1816; † 26. Juni 1858)[3]
- Therese Adelaide (* 4. Dezember 1808; † 31. August 1841) ⚭ 1836 Karl Wolfgang von Heygendorff († 17. Februar 1895)